# Osetna-Młyn
Osetna-Młyn – osada leśna w Polsce położona w województwie wielkopolskim, w powiecie nowotomyskim, w gminie Miedzichowo.